# Õru
Õru war eine Landgemeinde im estnischen Kreis Valga mit einer Fläche von 104,6 km². Sie hatte 556 Einwohner (1. Januar 2006).
Õru war die kleinste Gemeinde des Landkreises. Neben dem Hauptort Õru (192 Einwohner) umfasste die Gebietskörperschaft die Dörfer Killinge, Kiviküla, Lota, Mustumetsa, Õlatu, Õruste, Priipalu und Uniküla. 